# Chevillon (Yonne)
Chevillon ist eine Commune déléguée in der französischen Gemeinde Charny Orée de Puisaye mit 330 Einwohnern (Stand: 1. Januar 2022) im Département Yonne in der Region Bourgogne-Franche-Comté; sie gehörte zum Arrondissement Auxerre und zum Kanton Charny. Chevillon ist ein Ortsteil der Gemeinde Charny Orée de Puisaye.
Von 1996 bis 2014 gehörte Chevillon zur Communauté de communes de la Région de Charny.
Chevillon wurde am 1. Januar 2016 mit 13 weiteren Gemeinden, namentlich Chambeugle, Charny, Chêne-Arnoult, Dicy, Fontenouilles, Grandchamp, Malicorne, Marchais-Beton, Perreux, Prunoy, Saint-Denis-sur-Ouanne, Saint-Martin-sur-Ouanne, Villefranche zur Commune nouvelle Charny Orée de Puisaye zusammengeschlossen.

## Geographie
Chevillon liegt etwa 36 Kilometer westnordwestlich von Auxerre.

## Bevölkerungsentwicklung
| Jahr                      | 1962 | 1968 | 1975 | 1982 | 1990 | 1999 | 2006 | 2013 |
| Einwohner                 | 317  | 305  | 277  | 243  | 246  | 288  | 314  | 326  |
| Quelle: Cassini und INSEE |      |      |      |      |      |      |      |      |

## Sehenswürdigkeiten
- Kirche Saint-Barthélemy
- Schloss Chevillon